# 法兰西学会

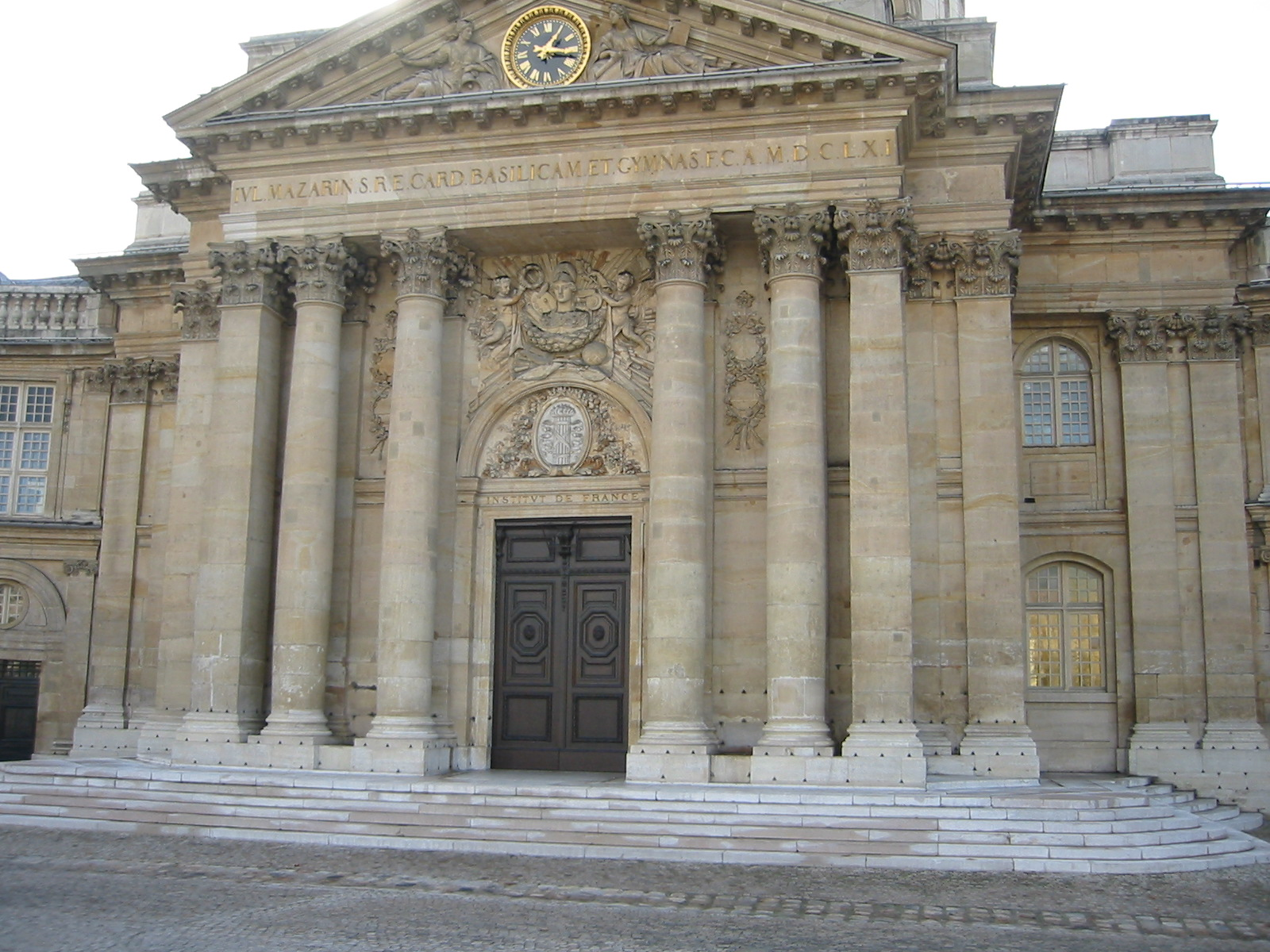
法兰西学会

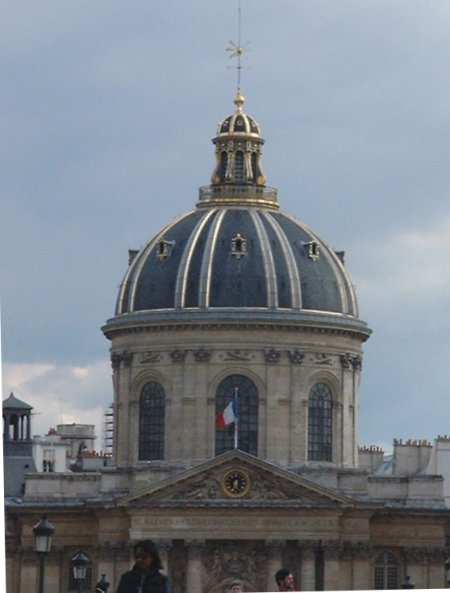
法兰西学会穹顶

法兰西学会（法語：Institut de France）是法国的权威学术机构，由5个院组成，其中最出名和最权威的是法蘭西學術院（Académie française）。
法兰西学会控制大约有一千个基金会，还有许多博物馆和供参观的城堡，学会掌握有各种奖项和补助，一般由各院推荐可以获得奖项和补助的个人及单位，2002年学会总共颁布的奖金和补助有5,028,190.55欧元。

## 历史
法兰西学会成立于1795年10月25日。
1661年根据红衣主教马萨林的遗嘱，用他的全部财产建立一所学院，安置三十年戰爭和法国-西班牙战争后重新效忠法国王室的60位不同信仰的名人，当时取名为“四区学院”（阿图瓦、阿尔萨斯、加泰羅尼亞、皮内罗洛和鲁西永，法国边缘信仰不同教派的地区）。1688年学院建成，在卢浮宫对面。1805年根据拿破仑一世的命令，将法兰西学会迁移到四区学院中。

## 组成
- 法蘭西學術院（主要负责法国语言） - 建于1635年；
- 法兰西文学院（负责文学） - 建于1663年；
- 法兰西科学院（负责自然科学） - 建于1666年；
- 法兰西艺术院（负责艺术） - 建于1816年；
- 法兰西人文院（负责道德和政治） - 建于1795年，1803年查封，1832年重新设立[3]。

## 其他
法蘭西學會因收藏「貝里公爵的豪華時禱書」而聞名。

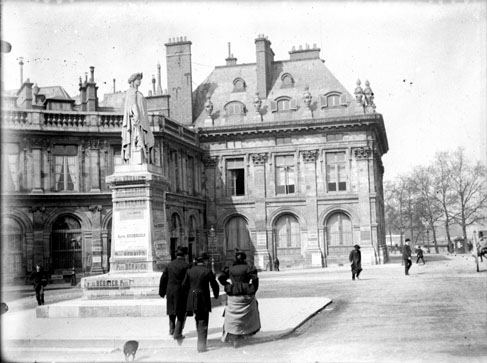
1898年的法蘭西學會
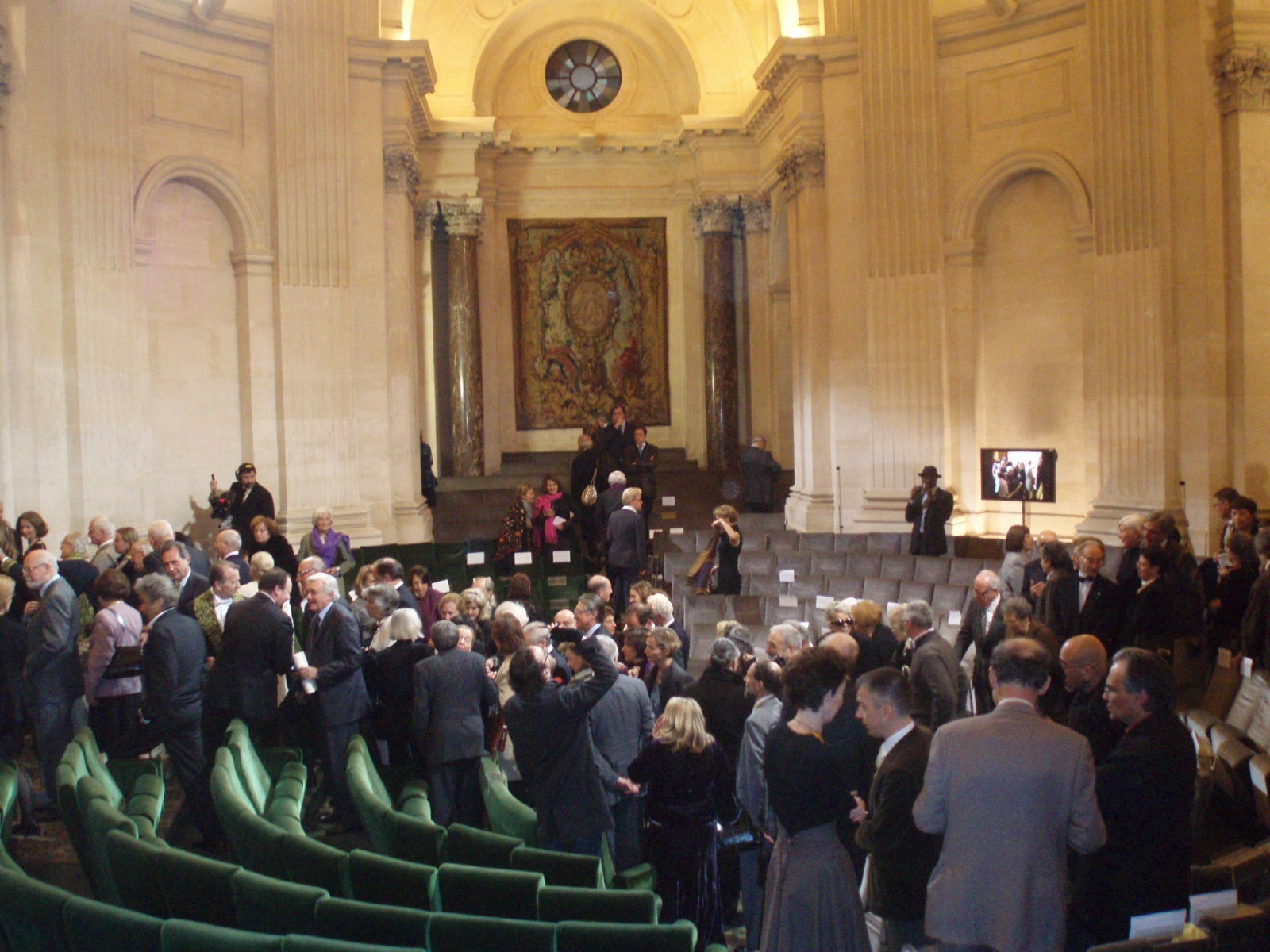
講堂
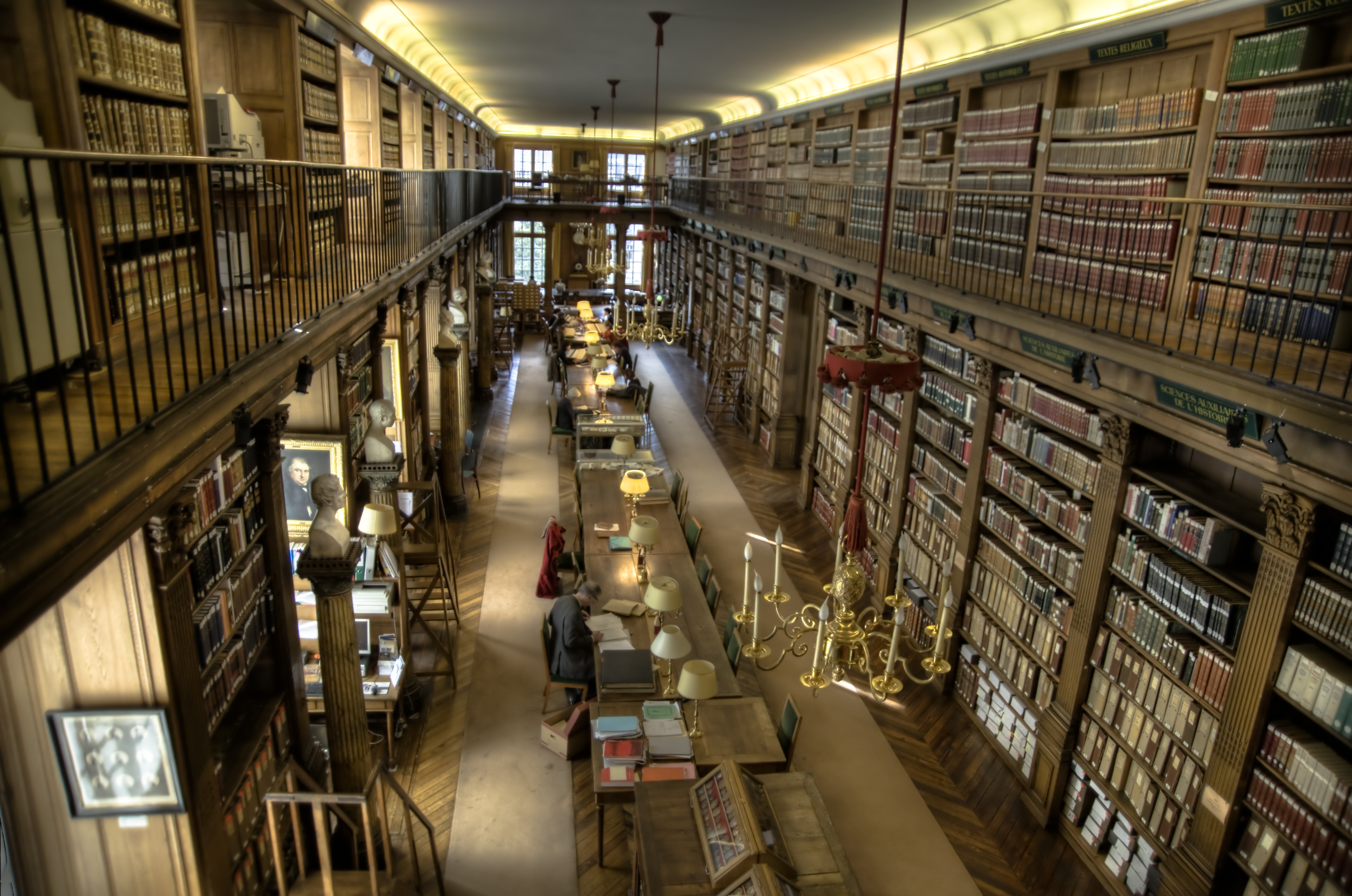
圖書館
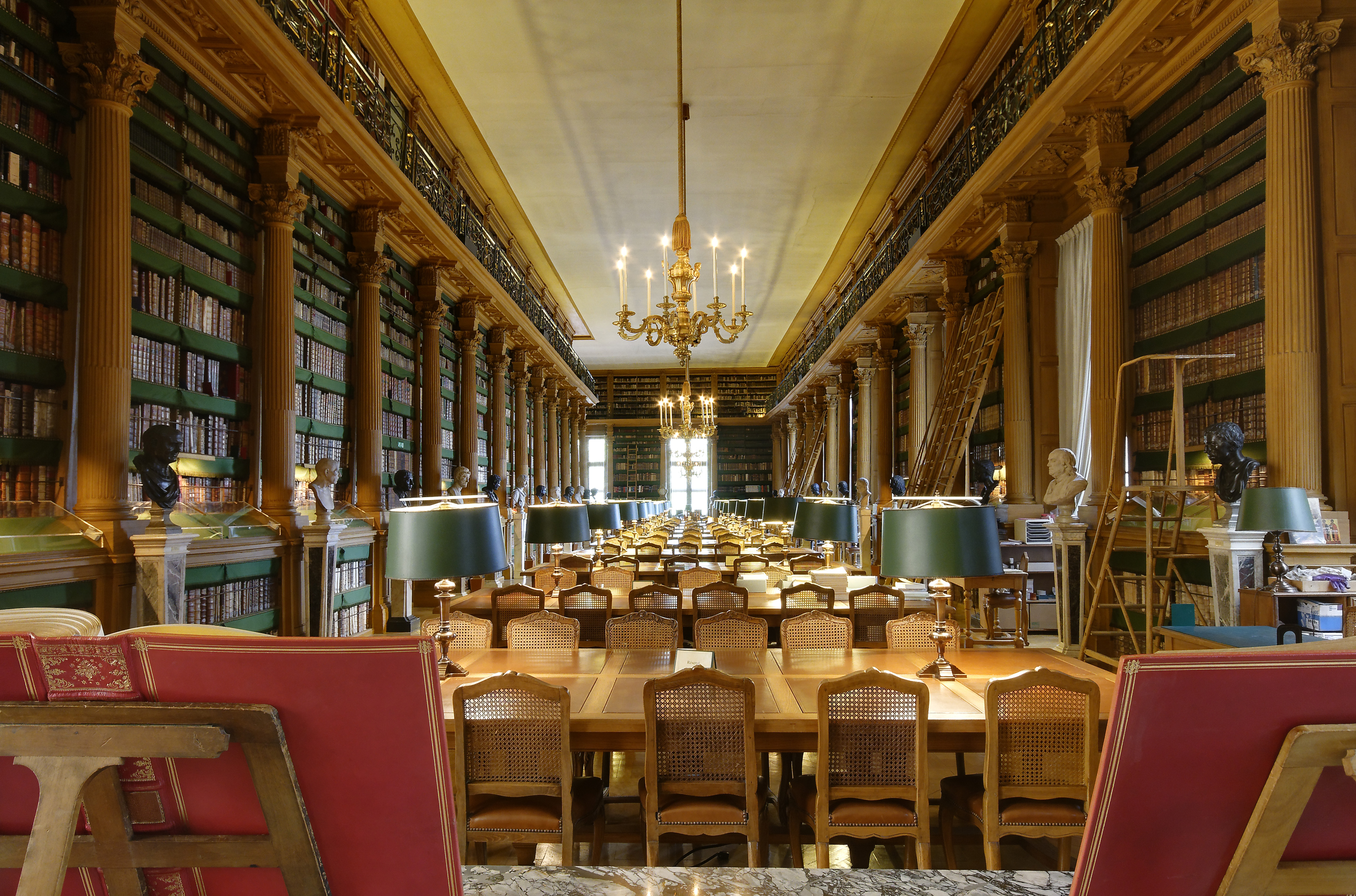
圖書館